# Felix Cavaliere (album)
| Recensione | Giudizio |
| ---------- | -------- |
| AllMusic   | [ 1 ]    |

Felix Cavaliere è il primo album discografico come solista di Felix Cavaliere, pubblicato dall'etichetta discografica Bearsville Records nel settembre del 1974.

## Tracce
Lato A
Testi e musiche di Felix Cavaliere e Carman Moore.
1. A High Price to Pay – 3:32
2. I Am a Gambler – 3:18
3. I've Got a Solution – 2:29
4. Everlasting Love – 2:53
5. Summer in El Barrio – 3:18
6. Long Times Gone – 3:51

Lato B
Testi e musiche di Felix Cavaliere e Carman Moore.
1. Future Train – 3:01
2. Mountain Man – 2:26
3. Funky Friday – 3:21
4. It's Been a Long Time – 2:49
5. I'm Free – 6:29

## Musicisti
- Felix Cavaliere - voce, pianoforte, organo arp
- Carman Moore - consulente musicale, arrangiamento strumenti ad arco
- Todd Rundgren - chitarra (brani: A High Price to Pay, I'm a Gambler, Funky Friday e I'm Free)
- John Hall - chitarra
- Elliott Randall - chitarra
- Hank Di Vito (Hank DeVito) - chitarra pedal steel
- Gualberto García Pérez - chitarra flamenca
- Randy Brecker - tromba (solo)
- Al Rubin - tromba
- Larry Spencer - tromba
- Paul Fleisher - sassofono baritono, clarinetto, sassofono alto
- Barrie Rogers - trombone
- Kenneth Bichel - sintetizzatore arp
- Roger Powell - sintetizzatore arp
- Julien Barber - viola
- Selwart Clarke - viola
- Al Brown - viola
- W. Sanford Allen - violino
- Raymond Kunichi - violino
- Noel Da Costa - violino
- Kermit Moore - violoncello
- John Siegler - basso
- Mervin Bronson - basso (brani: Summer in El Barrio e It's Been a Long Time)
- Kevin Ellman - batteria
- Jack Scarangella - batteria (brani: Summer in El Barrio e It's Been a Long Time)
- Antonio Jimenez Arana - conga, percussioni
- Pablo Rosario - percussioni
- Cissy Houston - accompagnamento vocale, cori
- Judy Clay - accompagnamento vocale, cori
- Deidre Tuck - accompagnamento vocale, cori
- Renelle Stafford - accompagnamento vocale, cori

Note aggiuntive
- Todd Rundgren e Felix Cavaliere - produttori
- Registrazioni effettuate al Good Vibrations Recording Studio, Inc. e Intermedia Sound di Boston, Massachusetts ed al Secret Sound di New York
- Todd Rundgren e John Fausty - ingegneri delle registrazioni
- Todd Rundgren - remixaggio
- Pure - concetto e design copertina album
- Alex Rutsch - grafica copertina album
- Ruby Mazur / Ivy Hill Packaging - cover coordination
- Ringraziamenti speciali a: Jay K. Hoffman, Theresa Thompson, Jim Mazarin, Howard Beldock e Tony Outeda[4]